# Мазин
Мазин је насељено мјесто у општини Грачац, југоисточна Лика, Република Хрватска.

## Географија
Мазин је удаљен око 22 км сјеверно од Грачаца.

## Историја
Мазин се од распада Југославије до августа 1995. године налазио у Републици Српској Крајини.

## Култура
У Мазину је сједиште истоимене парохије Српске православне цркве. Парохија Мазин припада Архијерејском намјесништву личком у саставу Епархије Горњокарловачке. У Мазину се налази храм Српске православне цркве Рођења Пресвете Богородице, саграђен 1775. године, а оштећен у Другом свјетском рату. Обнова је била отпочета 1991. године.

## Становништво
Према попису из 1991. године, насеље Мазин је имало 362 становника, међу којима је било 356 Срба и 6 осталих. Према попису становништва из 2001. године, Мазин је имао 55 становника. Према попису становништва из 2011. године, насеље Мазин је имало 47 становника.
| Националност       | 1991. | 1981. | 1971. | 1961. |
| Срби               | 356   | 522   | 816   | 1.011 |
| Југословени        |       | 15    | 1     | 13    |
| Хрвати             |       |       | 9     | 43    |
| Македонци          |       |       | 1     |       |
| Муслимани          |       | 1     |       |       |
| остали и непознато | 6     | 2     | 2     |       |
| Укупно             | 362   | 540   | 829   | 1.067 |

| Демографија | Демографија | Демографија |
| Година      | Становника  | Становника  |
| ----------- | ----------- | ----------- |
| 1961.       | 1.067       |             |
| 1971.       | 829         |             |
| 1981.       | 540         |             |
| 1991.       | 362         |             |
| 2001.       | 55          |             |
| 2011.       |             | 47          |

## Попис 1991.
На попису становништва 1991. године, насељено место Мазин је имало 362 становника, следећег националног састава:
| Попис 1991.‍ | Попис 1991.‍ | Попис 1991.‍ | Попис 1991.‍ | Попис 1991.‍ |
| ----------- | ----------- | ----------- | ----------- | ----------- |
|             |             |             |             |             |
| Срби        | Срби        |             | 356         | 98,34%      |
| остали      | остали      |             | 1           | 0,27%       |
| непознато   | непознато   |             | 5           | 1,38%       |
| укупно: 362 |             |             |             |             |

## Познате личности
- Борислав Зорић, српски пјевач